# When a Stranger Calls
When a Stranger Calls (Chamada de um Estranho, em Portugal, ou Quando um Estranho Chama, no Brasil) é um filme norte-americano de suspense e terror psicológico lançado em 2006 e protagonizado pela atriz Camilla Belle. É um remake do filme homônimo lançado em 1979.

## Sinopse
Jill Johnson (Camilla Belle) é uma estudante que ficou de castigo por ter usado demais o celular. Para pagar a conta, os pais dela a mandam ficar de babá por uma noite em uma casa muito afastada em um território desértico. Jill teria uma noite tranquila, se não começasse a receber ligações anônimas de um estranho. Com medo, Jill começa a procurar respostas. Em meio a vários mistérios inexplicados, Jill descobre que a porta da garagem estava estranhamente aberta. As ligações continuam, e Jill liga desesperadamente para a polícia. O policial de plantão diz que ela deve sair imediatamente de lá, pois o estranho está ligando de dentro da casa. E assim começa a luta de Jill pela sua sobrevivência.

## Elenco
- Camilla Belle — Jill Johnson
- Tommy Flanagan — Estranho
- Katie Cassidy — Tiffany Madison
- Tessa Thompson — Scarlet
- Brian Geraghty — Bobby
- Clark Gregg — Sr. Johnson
- Anna Popplewell - Mandy Perkins
- Derek de Lint — Dr. Mandrakis
- Kate Jennings Grant — Sra. Mandrakis
- Arthur Young — Will Mandrakis
- Madeline Carroll — Alison Mandrakis
- Steve Eastin — Detetive

## Recepção
No Rotten Tomatoes, o filme tem uma taxa de aprovação de 9% com base em 93 resenhas, com uma classificação média de 3,5/10. O consenso dos críticos do site diz: "When a Stranger Calls está entre os remakes mais equivocados da história do terror, oferecendo pouco mais do que uma atualização mecânica, em grande parte sem medo do original". No Metacritic, ele tem uma pontuação média ponderada de 27 de 100, com base em 20 críticas, indicando "avaliações geralmente desfavoráveis". O público do CinemaScore deu ao filme uma nota média de "B–" em uma escala de A + a F.